# Gente de primera
Gente de primera fue un programa de televisión emitido por La 1 en la temporada 1993-94 dirigido y presentado por Iñaki Gabilondo y realizado por José María Castillo Pomeda.

## Formato
Se trataba de un programa de entrevistas en profundidad, en prime time y siempre a personajes de primera fila nacional e internacional. Fueron entrevistados personajes tan diversos como Margaret Thatcher, Pedro Almodóvar, Joan Manuel Serrat, Marta Ferrusola, Pablo Milanés, Violeta Friedman, Judit Mascó, Oliver Stone, entre otros muchos. El programa llegó a tener una audiencia de 10 millones de espectadores.